# Chocolaterie Clovis
Pour les articles homonymes, voir Clovis (homonymie).
La Chocolaterie Clovis est une ancienne chocolaterie belge fondée en 1920 à Pepinster. L'entreprise arrêta ses activités en 1966, à la suite de la destruction des bâtiments par un incendie.

## Histoire
La Chocolaterie Clovis est créée  par les frères Gohy à Pepinster peu après la Première Guerre mondiale. En 1932, elle emploie 123 ouvriers ; en 1961, trois équipes assurent la production jour et nuit. Deux ans plus tard, à suite de plaintes, le système de chauffage et la cheminée sont inspectés ; pourtant en 1966 l'usine est ravagée par un incendie et ne sera pas reconstruite.